# Wilkins-Felskänguru
Das Wilkins-Felskänguru (Petrogale wilkinsi) ist eine Beuteltierart aus der Familie der Kängurus (Macropodidae).

## Verbreitung
Es ist im nördlichen Nordterritorium beheimatet und kommt dort vom Daly River im Westen bis Wollogorang an der Grenze des Nordterritoriums zu Queensland vor. Außerdem gibt es Populationen der Art auf Groote Eylandt, Bickerton Island, den Sir-Edward-Pellew-Inseln und den Wessel-Inseln.

## Merkmale
Weibliche Wilkins-Felskängurus erreichen Kopfrumpflängen von 31 bis 47,3 cm, Männchen sind mit 37,5 bis 57 cm deutlich größer. Der Schwanz ist bei den Weibchen (29,7 bis 52 cm) und bei den Männchen (31,2 bis 51,7 cm) etwa gleich lang. Das Gewicht der Weibchen liegt bei 2 bis 4 kg, das der Männchen bei 2 bis 5 kg. Das Wilkins-Felskänguru hat einen dunkelgrauen bis braungrauen, manchmal auch gelbbraunen Rücken und einen helleren oder weißlichen Bauch. Wie viele Felskängurus haben Wilkins-Felskänguru auffällige Streifen oder Muster auf ihrem Körper. So zeigen sie einen deutlichen schwarz-weißen, manchmal auch schwarz-gelben Schulterstreifen und einen hellen Streifen auf den Flanken und der Hüfte. Die Farbe der Gliedmaßen setzt sich deutlich von der Rumpffarbe ab. Sie sind gelblich, orange oder rotbraun. Das Gesicht ist hellbraun bis orangebraun. Der Schwanz ist heller gefärbt als der Rücken, die Schwanzseiten sind eher gelblich. Nach hinten wird der Schwanz zunehmend dunkler. Das letzte Drittel bis das letzte Fünftel sind braunschwarz.
Das Wilkins-Felskänguru kommt in abwechslungsreichen Felsgebieten mit Klippen, Schluchten und Steilhängen vor und meidet die Ebenen dazwischen, weshalb die einzelnen Populationen weitgehend voneinander isoliert sind. Es ist deshalb genetisch und farblich sehr divers. Innerhalb der Art unterscheidet sich die Mitochondriale DNA so stark wie zwischen verschiedenen Felskänguruarten (bis zu 12 %). Am Roper River sind die Tiere mehr gelblich, einschließlich eines gelblichen Schulterstreifens. Auf Groote Eylandt sind sie eher dunkel silbriggrau. Der Schulterstreifen ist grau-schwarz, der Rückenstreifen sehr dunkel und breit. Er verbreitert sich auf dem Kopf zu einem unregelmäßigen dunklen Fleck. Am südlichen Golf von Carpentaria, einschließlich der Sir-Edward-Pellew-Inseln sind die Wilkins-Felskängurus insgesamt heller, mehr bräunlich, manchmal auch rötlich, und zeigen weniger auffallende Muster. Gesicht und Schwanz sind oft dunkler.
Vom im gleichen Gebiet vorkommenden Zwergsteinkänguru (Petrogale concinna) unterscheidet sich das Wilkins-Felskänguru vor allem durch seine größere Größe, den unterschiedlichen Karyotyp und die unterschiedliche Mitochondriale DNA. Das Wilkins-Felskänguru ist kleiner als das Kurzohr-Felskänguru (Petrogale brachyotis), es ist dunkler und mehr bräunlich als sein Verwandter. Die Streifen oder Muster sind deutlicher. Die Arme kontrastieren auffälliger als bei anderen Populationen mit der Farbe des Körpers.

## Lebensweise
Das Wilkins-Felskänguru kommt in felsigen Gebieten innerhalb von Baumsavannen und Monsunregenwäldern vor. Es ernährt sich von Pflanzen, wobei es Gras bevorzugt, das vor allem während der Regenzeit gefressen wird. Außerdem frisst es Samen und Früchte, nach Aussagen von Aborigines auch den einheimischen Yams (Dioscorea transversa). Über die Fortpflanzung ist nur wenig bekannt. Weibchen bekommen ein einzelnes Jungtier. Die Fortpflanzung findet das ganze Jahr über statt, eine bestimmt Fortpflanzungszeit scheint nicht zu bestehen. Das Wilkins-Felskänguru ist dämmerungs- in der heißen Jahreszeit sogar nachtaktiv. Den Tag verbringt es schlafend zwischen den Felsen verborgen und verlässt das Versteck am späten Nachmittag oder frühen Abend, um zu fressen. Es entfernt sich dabei bis zu 500 Meter vom letzten Schlafplatz. An kühlen Tagen sitzen die Tiere auch auf Felsen um sich zu sonnen. Ein Individuum kann in seinem Gebiet bis zu sieben verschiedene Schlafplätze nutzen. Die Größe des Territoriums, das ein einzelnes Tier bewohnt, kann bis zu 17 ha betragen. Das Territorium überlappt sich breit mit denen von benachbarten Individuen und ist in der Trockenzeit in der Regel größer als in der Regenzeit. Weibchen sind philopatrisch, während junge Männchen eher abwandern.

## Systematik
Das Wilkins-Felskänguru wurde 1926 durch den britischen Zoologen Oldfield Thomas erstmals beschrieben. Eldridge und Close synonymisierten die Art 1997 mit dem Kurzohr-Felskänguru (Petrogale brachyotis). Im Jahr 2014 wurde das Wilkins-Felskänguru nach DNA-Vergleichen mit den Kimberley-Felskänguru (Petrogale burbidgei), dem Zwergsteinkänguru (Petrogale concinna) und den verschiedenen Linien des Kurzohr-Felskängurus revalidiert.